# Carlos Pavlidis
Charalambos „Carlos“ Pavlidis (* 20. August 1942 in Megaplatanos, Griechenland; † 14. Juni 2004 in Paris) war ein griechisch-französischer Film- und Theaterschauspieler.

## Leben
Pavlidis war kleinwüchsig und mit der gut zwanzig Jahre jüngeren österreichischen Tänzerin und Choreografin Monika Mayer-Pavlidis verheiratet. Der Franzose mit griechischen Vorfahren arbeitete viele Jahre als Zirkusartist, Filmschauspieler und Theaterschauspieler, unter anderem in Bochum bei Peter Zadek. Filmproduzent Werner Possardt  beschrieb ihn als jemanden, der mit vielen artistischen Kunststücken zu unterhalten wusste, aber auch durch seinen auffallenden Tabak- und Alkoholkonsum auffiel. Im grotesken Science-Fiction-Heimatfilm Xaver und sein außerirdischer Freund spielte er den Loisl, eine der Hauptrollen. Eine der größeren Rollen spielte er in der Fernsehkomödie La Belle et la toute petite bête.

## Filmografie
- 1985: Mein lieber Schatz
- 1986: Xaver und sein außerirdischer Freund (Alois)
- 1988: Rosalyn und die Löwen (Roselyne et les lions)
- 1992: Maigret (Fernsehfilmreihe, Folge Maigret et les plaisirs de la nuit)
- 2001: Mistinguett, la dernière revue (Fernsehfilm)
- 2003: La Belle et la toute petite bête (Fernsehfilm)
- 2005: Bye Bye Blackbird